# Marie-Charles-Théodore Damoiseau
Marie-Charles-Théodore Damoiseau, Baron de Montfort (* 9. April 1768 in Besançon; † 6. April oder 6. August 1846 in Paris) war ein französischer Militär und Astronom.
Damoiseaus Vater war General und sah für seinen Sohn, der sehr gute mathematische Fähigkeiten erwarb, ebenfalls eine militärische Karriere vor. Als Mitglied des Artillerieregiments von La Fère entging der junge Damoiseau der Französischen Revolution und schloss sich im Exil der Armee von Condé an und diente zunächst auf Sardinien, dann im Piemont. Vor den französischen Truppen floh Damoiseau nach Portugal.
In Portugal wurde Damoiseau Major in der Marineartillerie, nahm aber zusätzlich eine Stellung an der Sternwarte Lissabon an und wurde Mitglied der Akademie der Wissenschaften zu Lissabon. Er machte sich um nautische Berechnungen verdient.
1808 kehrte Damoiseau mit der Armee Junots nach Frankreich zurück und nahm als Offizier der Artillerie an den napoleonischen Feldzügen in Spanien teil. Später hatte er Aufgaben in Bastia, in Antibes und zuletzt im Comité de l'artillerie in Paris. 1817 ließ er sich im Range eines lieutenant-colonel in den Ruhestand versetzen.
Damoiseau wurde Direktor des Pariser Observatoriums und der École militaire von Paris und Mitglied des Bureau des Longitudes.
1825 wurde Damoiseau in die Académie des sciences gewählt, die ihm 1824 ihren Lalande-Preis verliehen hatte, 1832 als ausländisches Ehrenmitglied in die American Academy of Arts and Sciences. 1831 erhielt er die Goldmedaille der Royal Astronomical Society. Der Mondkrater Damoiseau wurde 1935 nach ihm benannt.

## Schriften
- Mémoires sur le retour de la comète de 1759
- Théorie et tables de la Lune, 1824
- Mémoire sur la théorie de la Lune, 1827
- Tables écliptiques des satellites de Jupiter, 1836
- Mémoire sur la comète périodique des six ans trois quarts